# Hypoestes betsiliensis
Hypoestes betsiliensis är en akantusväxtart som beskrevs av Spencer Le Marchant Moore. Hypoestes betsiliensis ingår i släktet Hypoestes och familjen akantusväxter. Inga underarter finns listade i Catalogue of Life.